# Parco nazionale del Danubio-Ipoly
Il parco nazionale del Danubio-Ipoly (in ungherese: Duna-Ipoly Nemzeti Park) è il secondo parco nazionale ungherese  per estensione geografica.
Si trova a nord di Budapest, e copre la maggior parte dei monti Pilis, dei monti di Visegrád  e dei monti Börzsöny, la zona fra il Danubio  e il suo affluente Ipoly e la valle di questo dalla confluenza col Danubio fino a Balassagyarmat, nonché l'ansa del Danubio e l'isola di Szentendre fino alle porte di Budapest.